# 李勇 (古天文学家)
李勇（1963年5月—2019年12月11日），生于江苏扬州，祖籍四川渠县，中国古天文学家、中国科学院国家天文台研究员、天文学史与天文遗产研究团组首席科学家、中国古天文联合研究中心常务副主任。

## 生平
1997年毕业于南京大学天文系。先后在南京大学、中国社会科学院历史研究所、中国科学院北京天文台工作。曾参与夏商周断代工程等重大科研项目。